# Quercus laurifolia
Quercus laurifolia — вид рослин з родини букових (Fagaceae); ендемік південного сходу США.

## Опис
Це напіввічнозелене середнє дерево, яке виростає до зрілості до 25 м. Крона густа округла. Кора темно-коричнева до чорної, хребти плоскі, борозни глибокі. Гілочки червоно-коричневі. Листки 5–12 × 1–3 см, худі, голі, від зворотно-яйцюватих до ромбоподібно-еліптичних; опадають взимку; основа ослаблена або клиноподібна; верхівка тупа; край цілий або неправильно лопатевий у верхівці 1/3; верх блискучий зелений; низ блідіший; ніжка листка без волосся, довжиною 2–5 мм. Цвіте навесні. Жолуді дворічні, майже сидячі; горіх кулястий або яйцюватий, 8.5–16 × 10–16 мм, гладкий; чашечка заввишки 3.5–9 мм і 11–17 мм завширшки, укриває 1/4–1/2 горіха.

## Середовище проживання
Ендемік південного сходу США: Алабама, Арканзас, Флорида, Джорджія, Луїзіана, Міссісіпі, Північна Кароліна, Південна Кароліна, Техас, Вірджинія.
Зростає на вологих ділянках у піщаних заплавах, на берегах річок, а також у лісистих заболочених місцях між болотами та сосновими болотами. Трапляється на висотах 0–150 м.

## Використання
Урожай жолудів є важливим джерелом їжі для численних видів дикої природи. Деревина не високої якості але використовується як целюлозна деревина та дрова. Цей вид часто висаджують як декоративний на південному сході США через привабливе напіввічнозелене листя.

## Загрози
Вид сприйнятливий до грибка Taphrina caerulescens, а також до інших поширених шкідників та патогенних мікроорганізмів.

## Галерея

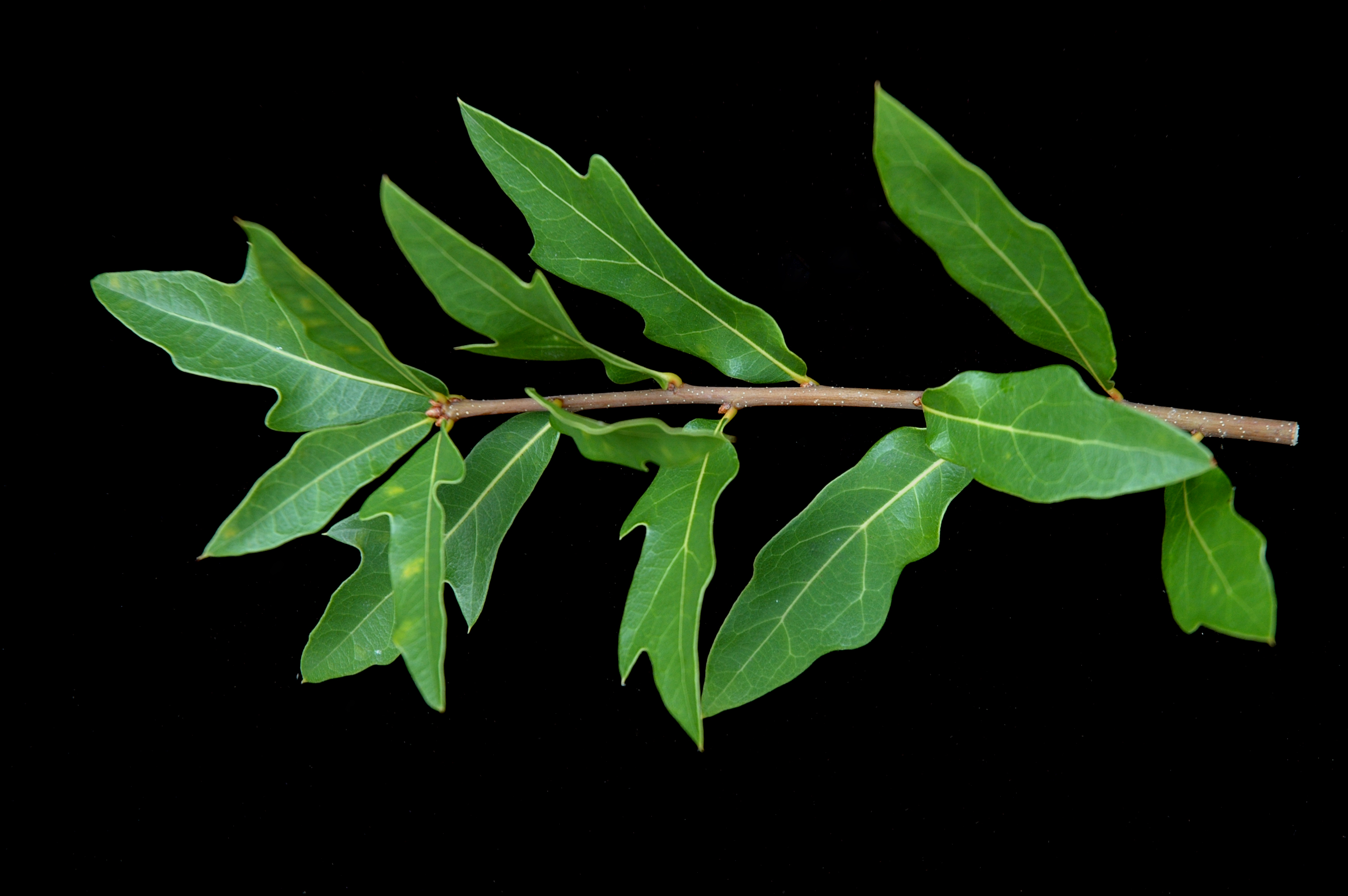
листки
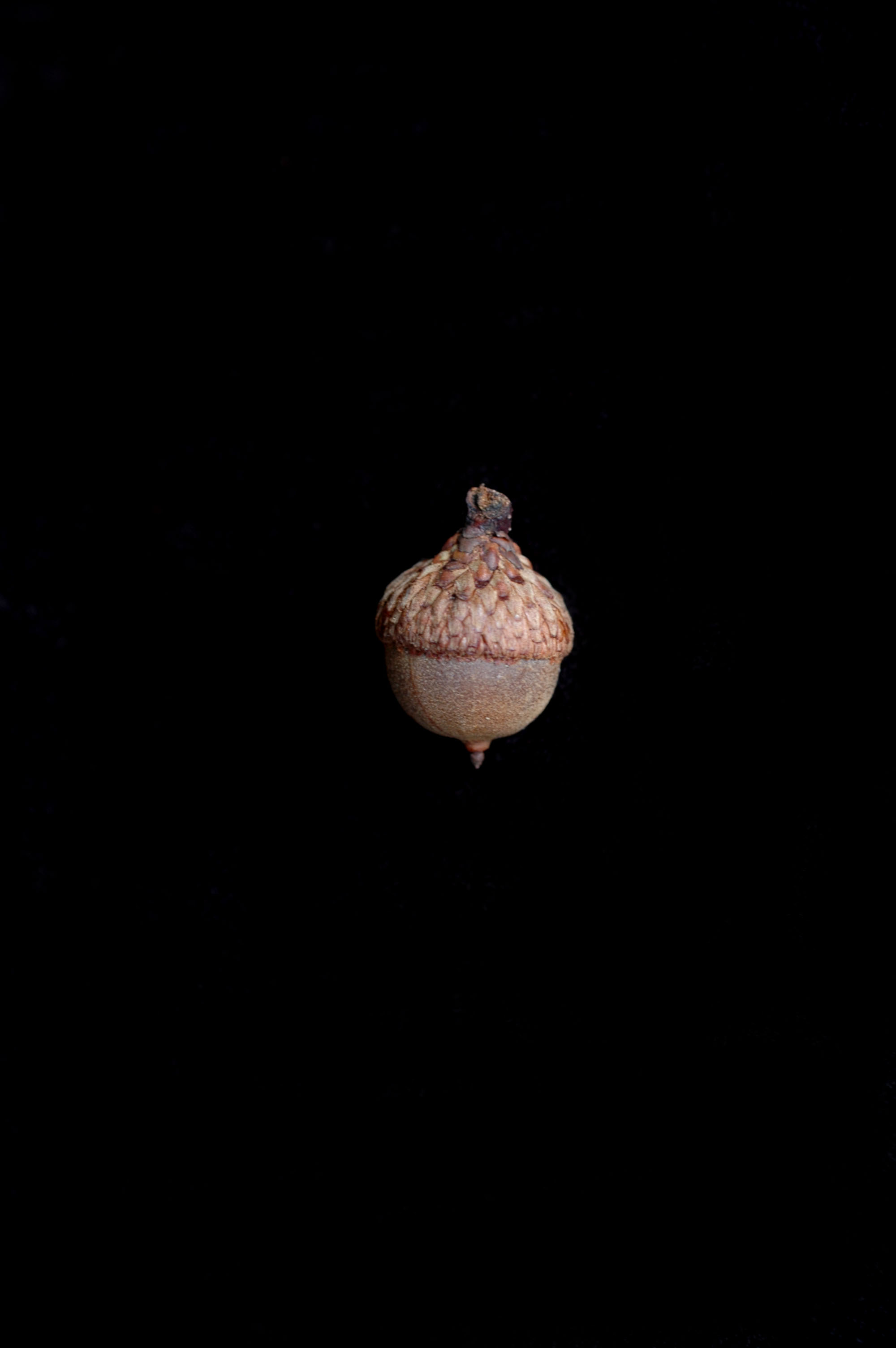
жолудь